# Меншиково (Новосибірська область)
Меншиково (рос. Меньшиково) — село у Венгеровському районі Новосибірської області Російської Федерації.
Входить до складу муніципального утворення Меншиковська сільрада. Населення становить 580 осіб (2017).

## Історія
Згідно із законом від 2 червня 2004 року органом місцевого самоврядування є Меншиковська сільрада.

## Населення
| 2002 | 2007 | 2010 | 2012 | 2013 | 2014 | 2015 |
| ---- | ---- | ---- | ---- | ---- | ---- | ---- |
| 659  | ↘634 | ↘620 | ↘614 | ↗617 | ↘600 | ↘585 |
| 2016 | 2017 |      |      |      |      |      |
| ↘579 | ↗580 |      |      |      |      |      |